# 양백당나무
양백당나무(洋----, 학명: Viburnum opulus 비부르눔 오풀루스[*])는 연복초과의 관목이다. 원산지는 시베리아와 중앙아시아에서 유럽에 이르는 지역 및 북아메리카이다.

## 사진

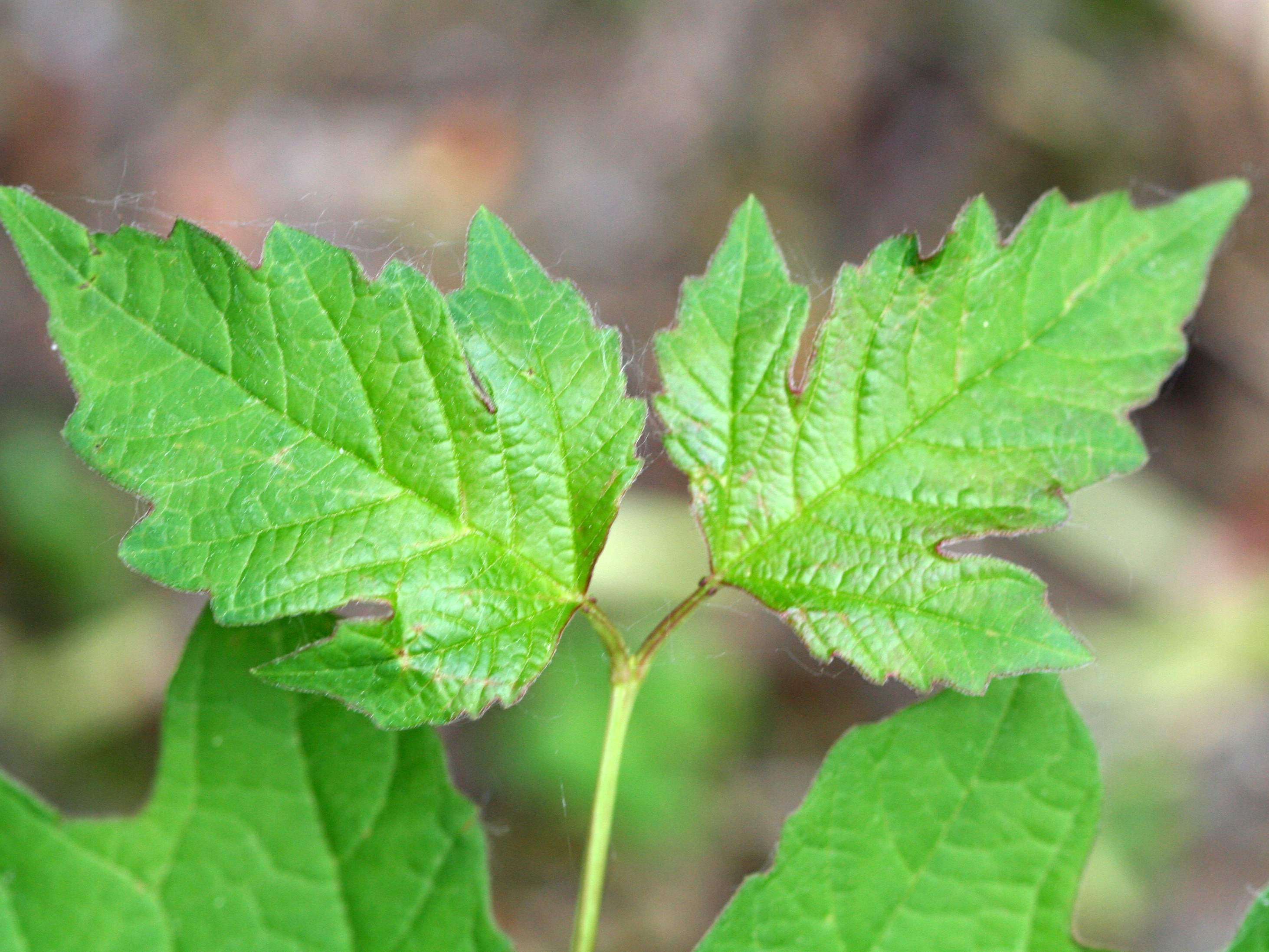
잎
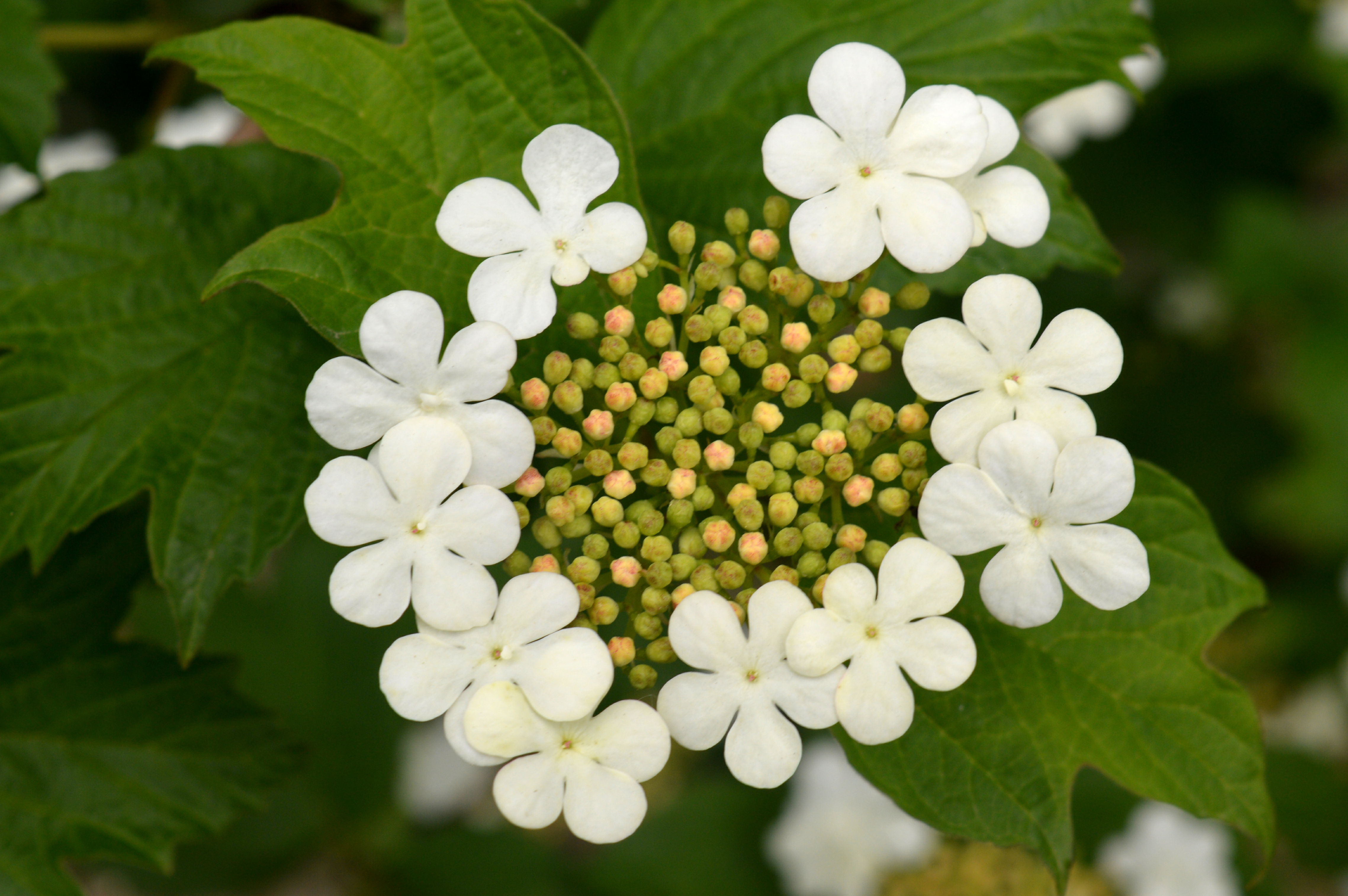
꽃
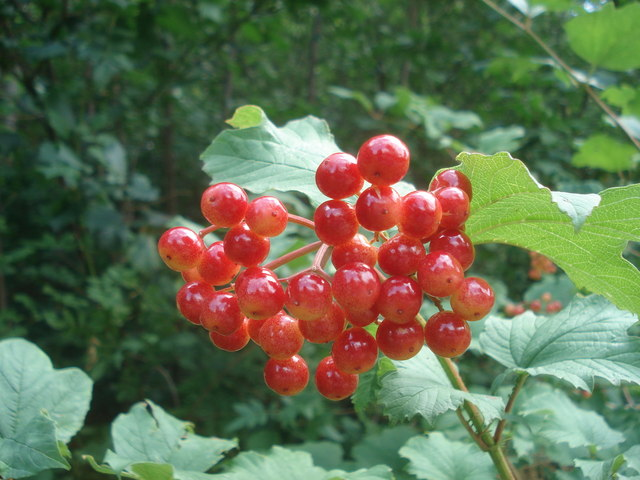
열매